# Charis (nome)
Charis  è un nome proprio di persona inglese femminile.

## Varianti
- Femminili: Caris[1], Karis, Charissa[1][2], Carissa[1][2], Karissa[1]

## Origine e diffusione

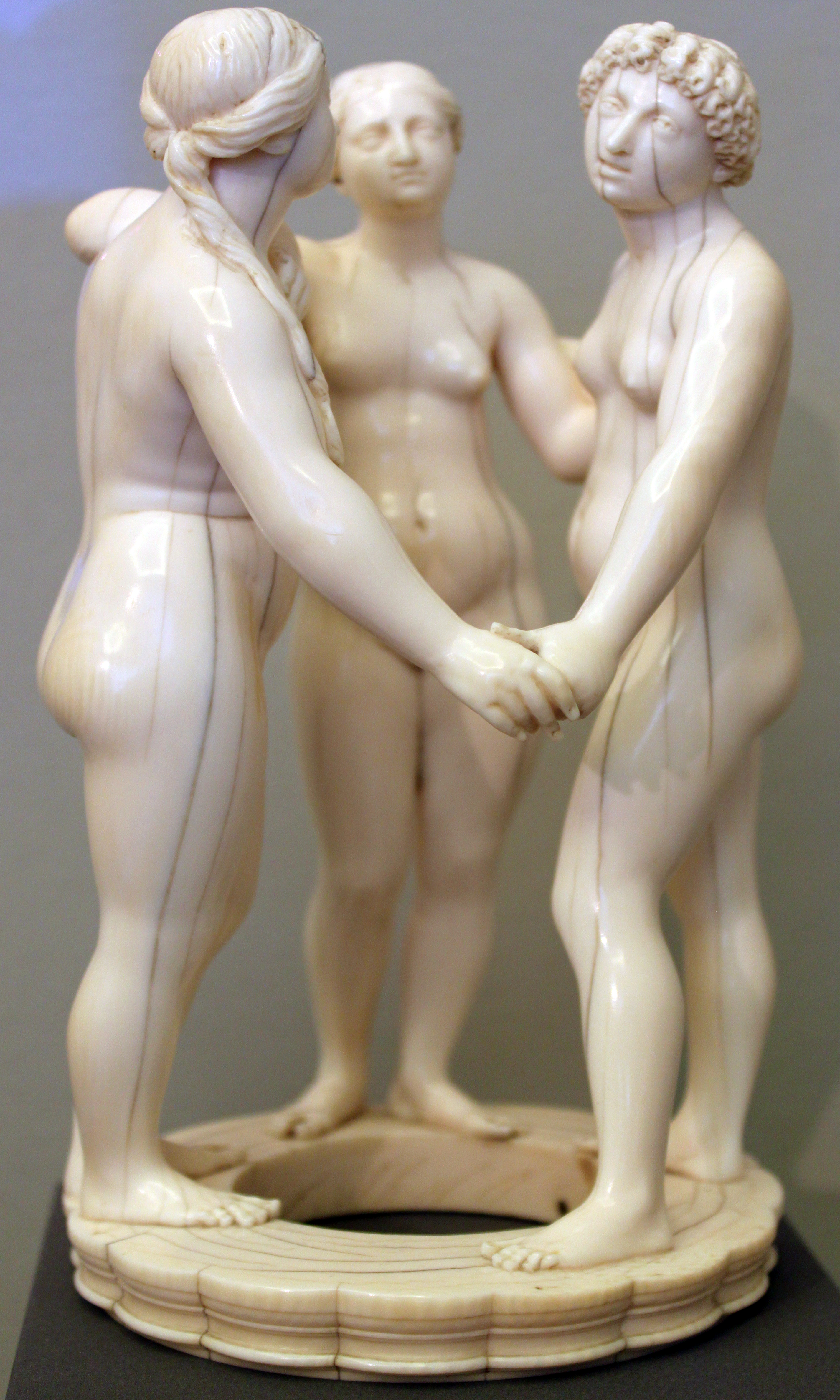
Le cariti in una statua di Leonhard Kern

Deriva dal termine greco χάρις (charis), che significa "grazia", "gentilezza", "gratitudine", da cui anche i nomi Carilao e Caritone. Cominciò ad essere usato come prenome inglese nel XVII secolo, ma è scarsamente diffuso. Nella mitologia greca il nome era portato da Carite, una delle tre Grazie (altrimenti note come Cariti).
Va notato che questo nome coincide con Charis, un ipocoristico maschile di Charalampos. Non va inoltre confuso col nome Charisse, di origine differente.

## Onomastico
L'onomastico può essere festeggiato il primo di novembre, festa di Ognissanti, non essendovi sante con questo nome che è quindi adespota.

## Persone

### Varianti
- Karis Paige Bryant, attrice statunitense
- Carissa Moore, surfista statunitense

## Il nome nelle arti
- Charissa è un personaggio del poema di Edmund Spenser La regina delle fate.
- Caris, personaggio del libro Mondo senza fine, scritto da Ken Follett
- Charissa Sosa, personaggio del film A-Team.
- Charisse Dolittle, è un personaggio del film Il dottor Dolittle.
- Karis è uno dei personaggi principali della saga Cronache del regno della fantasia.